# See-Flughafen Cuxhaven/Nordholz

i7
i11
i13
Der See-Flughafen Cuxhaven/Nordholz (IATA-Code: FCN, ICAO-Code: ETMN) ist ein regionaler Verkehrsflughafen bei Nordholz in der Gemeinde Wurster Nordseeküste im Landkreis Cuxhaven und ist der zivile Teil des gegenüberliegenden Fliegerhorst Nordholz, direkt angrenzend befindet sich das neu erschlossene rund 40 Hektar große Industriegebiet Sea-Airpark Cuxhaven/Nordholz. Durch einen Mitbenutzungsvertrag zwischen der Bundeswehr und der Flughafen-Betriebsgesellschaft Cuxhaven/Nordholz erschließt der See-Flughafen Cuxhaven/Nordholz die Flughafeninfrastruktur des benachbarten Marinefliegergeschwader 3 „Graf Zeppelin“ einem breiten zivilen Kundenkreis.

## Geschichte
Die Geschichte des Flugplatzes reicht bis ins Jahr 1912 zurück. Der Bau der Flughafenanlagen begann ein Jahr später und wurde 1914 abgeschlossen. Im Jahre 1958 wurde der Fliegerhorst Nordholz eröffnet.
Da in Bremerhaven ein Offshore-Terminal (OTB) entstehen soll, beschloss die Bremerhavener Stadtverwaltung im September 2011 den Verkehrslandeplatz Bremerhaven-Luneort zu schließen. Nach Schließung am 1. März 2016 ist man nach Nordholz umgezogen. Auch der im Jahre 1957 gegründete Aero-Club Bremerhaven ist seit März 2016 nach Nordholz ins Abfertigungsgebäude des Flughafens umgezogen. Die Flugzeuge des Clubs stehen am Seeflughafen/ETMN – Ramp Zulu in einem Rundhangar (seit Mitte April 2017) gemeinsam mit dem Honda Jet der Fa. Privateways Luftfahrtgesellschaft mbH und sind damit leicht und schnell über die Rollwege H – S – C oder B auf der Start- und Landebahn des Flughafens. Der Club betreibt auch eine Flugschule und bietet Charterflüge über das Weltnaturerbe „Wattenmeer“ und entlang der Nord- und Ostseeküste von Borkum bis nach Rügen an.
Am 29. September 2017 bediente Germania die Strecke Cuxhaven/Nordholz – Palma de Mallorca. Nach nur einem Flug wurde die Verbindung mangels behördlicher Genehmigung wieder eingestellt und nach Bremen verlegt.

## Betreiber
Die im Jahre 1995 gegründete Flughafen-Betriebsgesellschaft Cuxhaven/Nordholz mbH ist eine Öffentlich-private Partnerschaft.

### Öffentliche Gesellschafter
(Quelle: )
- Gemeinde Wurster Nordseeküste
- Landkreis Cuxhaven
- Stadt Cuxhaven

### Private Gesellschafter
(Quelle: )
- Flughafen Betriebsgesellschaft Cuxhaven/Nordholz mbH (eigene Anteile)
- Lenox Handels- und Speditionsgesellschaft GmbH & Co. KG, Bremerhaven
- Lutz-Willem Voß
- Mibau Holding GmbH, Cadenberge
- OLT Flugbeteiligungen GmbH, Emden
- Plambeck Holding AG, Cuxhaven
- Seier GmbH, Dorum

## Fluggesellschaften und frühere Ziele
Die Fluggesellschaft OFD Ostfriesischer Flugdienst betrieb tägliche Linienflüge zum Flugplatz Helgoland-Düne, bevor sie ihre Flüge auf den Flugplatz Nordholz-Spieka verlegte. Die Fluggesellschaft Yourways stellte alle Linienflüge im Juli 2018 ein. Inzwischen nutzen nur noch Privatjet-Betreiber den Flughafen.

## Verkehrsanbindung

### Individualverkehr
Mit dem PKW über die A 27 Cuxhaven – Bremen, Ausfahrt
Nordholz.

### Öffentlicher Personennahverkehr
Mit öffentlichen Verkehrsmitteln ist der Flughafen über den Bahnhof Nordholz an der Bahnstrecke Bremerhaven–Cuxhaven erreichbar (stündliche Verbindungen), von dort sind es ca. 4 km (Taxi).

## Bildergalerie

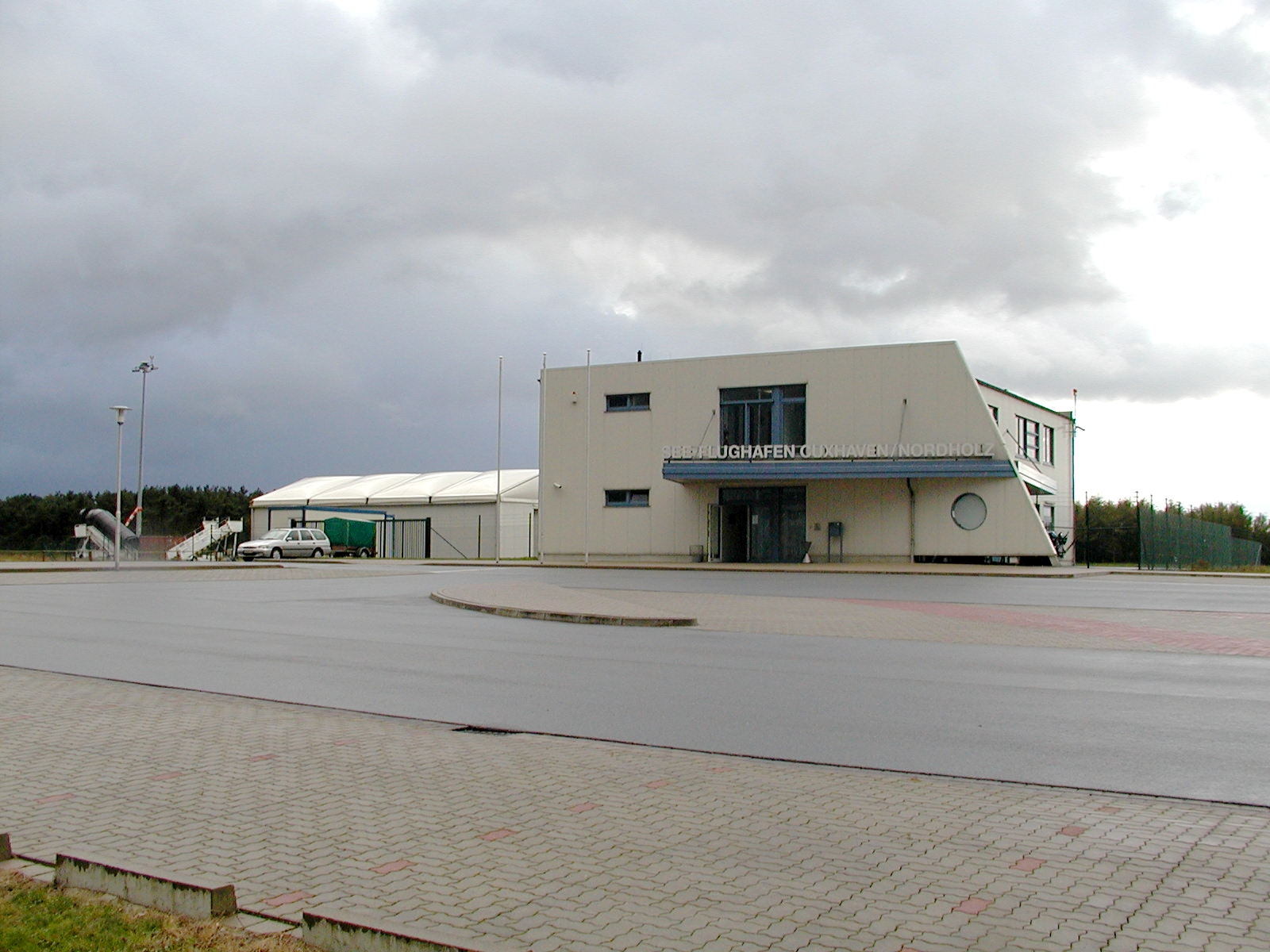
Terminal des Sea-Airport Cuxhaven/Nordholz
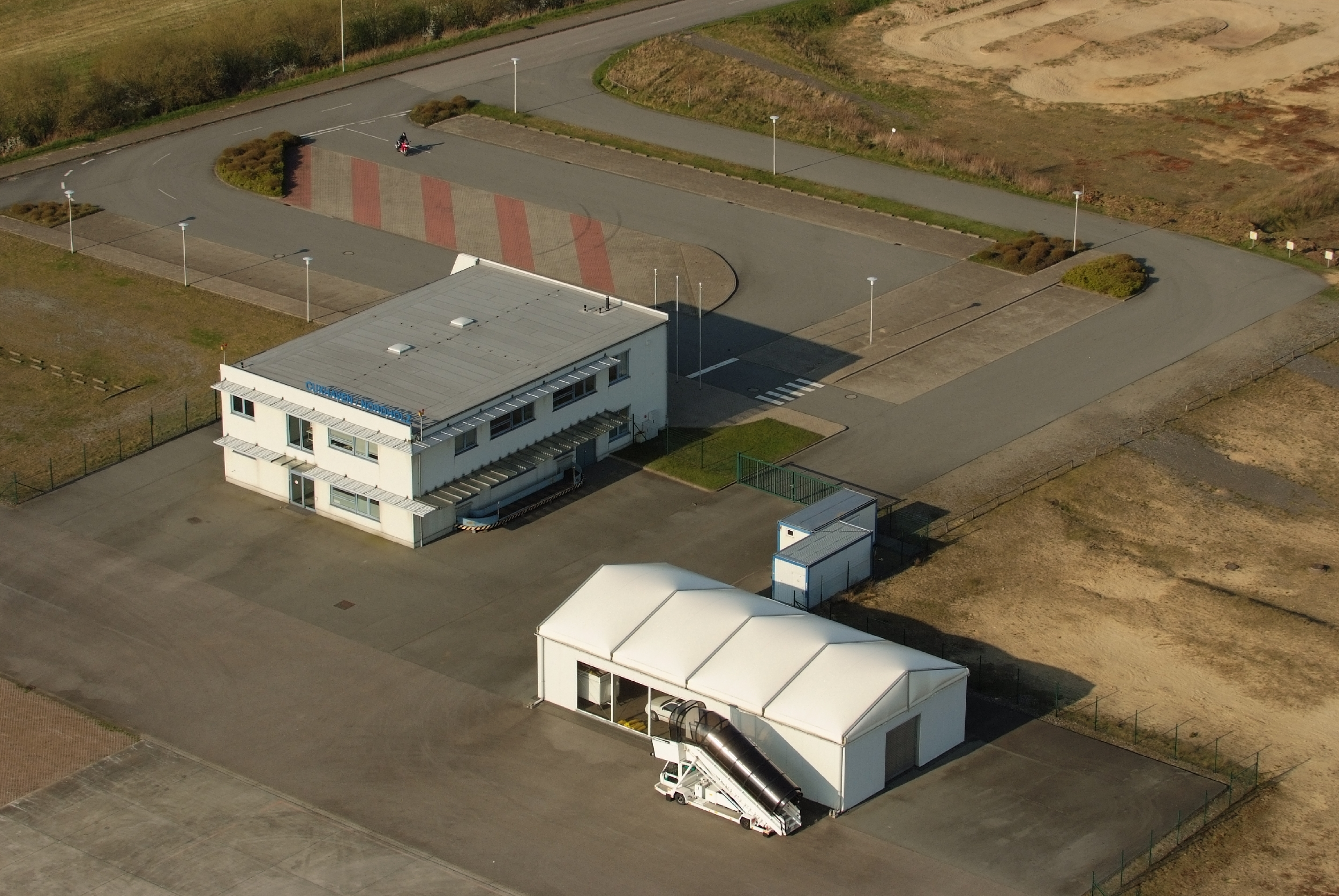
Fotoflug über den Sea-Airport Cuxhaven/Nordholz
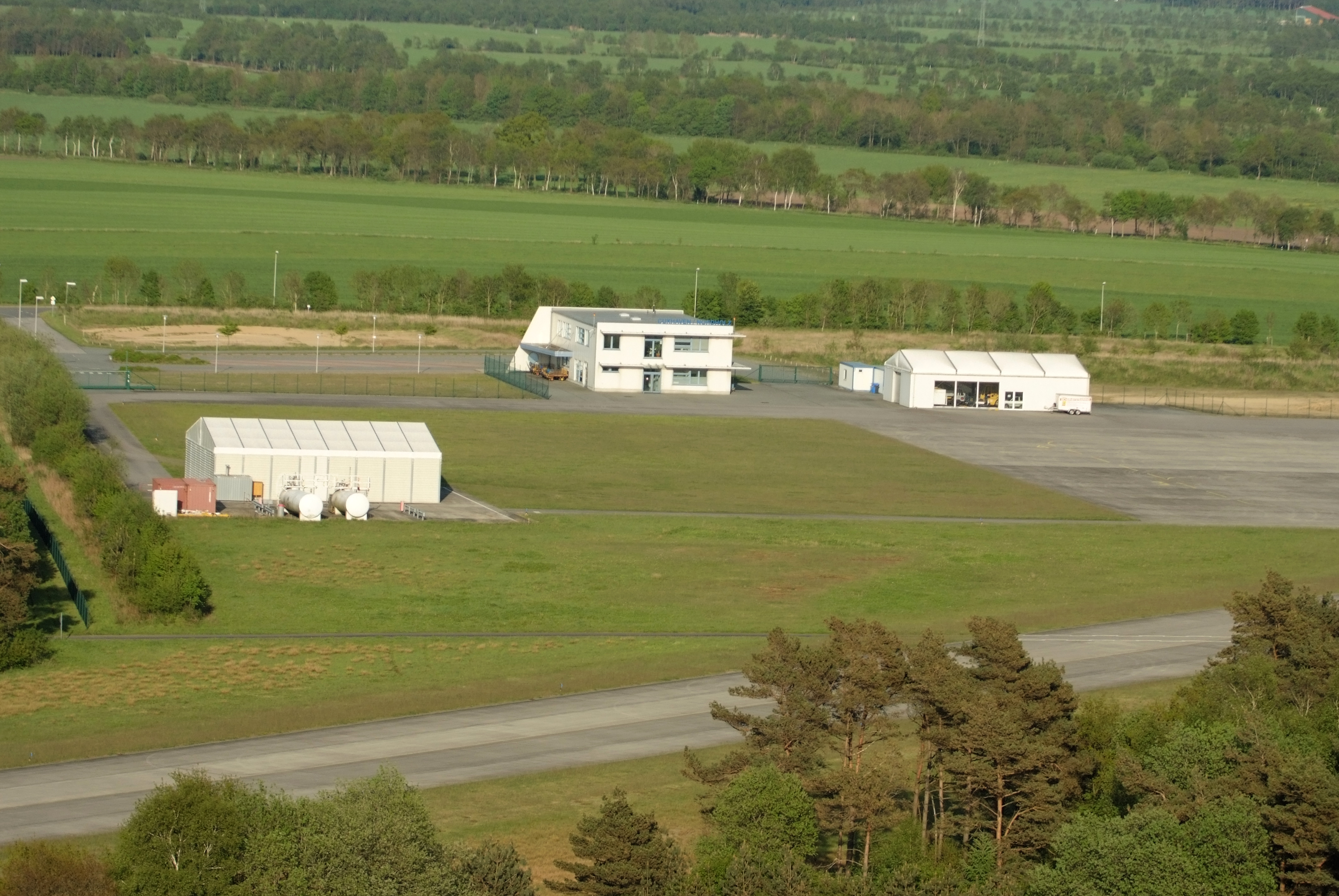
Luftbild des Sea-Airport Cuxhaven/Nordholz